# Versus You
Versus You is een vierkoppige poppunkband afkomstig uit Luxemburg die is opgericht in 2005. Versus You heeft tot op heden vier studioalbums en een reeks singles en ep's laten uitgeven. De Luxemburgse krant Le Quotidien omschrijft de band als een "instituut in de lokale Luxemburgse rockscene".

## Geschiedenis
Versus You werd opgericht in 2005 door zanger Eric Rosenfeld en basgitarist Giordano Bruno. Rosenfeld en Bruno, die al een tijd lang bevriend waren, waren beiden muzikanten en hadden al eerder samen in een aantal bands gespeeld. Een paar weken later verwelkomden ze Pit Romersa op drums, die het debuutalbum Marathon (2006, Fond of Life Records) met hen zou opnemen en later Versus You zou verlaten vanwege zijn verplichtingen bij een andere band.
De tweede drummer, Mike Lahier, kwam al kort daarna bij de band en samen met hem nam Vesus You het tweede studioalbum op. Met deze plaat, getiteld This is the Sinking (2009, Winged Skull Records) verwierf de band voor het eerst wat meer bekendheid. Het nummer "The Hotel Room" stond enige tijd bovenaan de nationale hitlijsten. Versus You speelde dat jaar ook op het Rock-A-Field Festival in Roeser.
Na een eerste tour door Duitsland, België, Nederland en Italië, voegde Jimmy Leen, die later de tweede songwriter voor Versus You zou worden, zich bij de band op gitaar. Rond deze tijd speelde Versus You enkele openingsshows voor de Amerikaanse punkbands No Use for a Name en The Flatliners. Bij het laatste Flatliners-optreden scheidden Mike Lahier en Versus You van elkaar vanwege persoonlijke verschillen. Aloyse Weyler kwam bij Versus You spelen op tijd voor hun eerste tour door Oost-Europa en Rusland. Gedurende deze tour speelde Versus You shows met onder andere NOFX, Propagandhi, Only Crime, White Flag en Bayside.
Het derde studioalbum van de band werd samen met producer Charel Stoltz direct nadat ze thuiskwamen van tournee opgenomen. Het album kreeg de titel The Mad Ones (2009, Granny Records/Fond of Life Records). Na een tweede tournee door Oost-Europa en Rusland en talloze shows (waaronder weer Rock-A-Field), verlaat ook drummer Aloyse ook Versus You.
Een nieuwe drummer werd gevonden, genaamd Jerry Kirpach. Met hem nam Versus You nam een nieuwe single op getiteld "This War is Like a Drug to You" en nog zes nummers voor een splitalbum met White Flag. Dat jaar speelde de band shows met Alkaline Trio, Strike Anywhere, Dead to Me, Dear Landlord en Star Fucking Hipsters. Het splitalbum Levitate the Listener (Long Beach Records/G Chord Records) werd uitgegeven in 2011. Dat jaar deelde Versus You het podium met bands en artiesten als The Adolescents, Mike Herrera van MxPx, Dead to Me, The Casualties, en Rise Against, en ging de band tevens op tournee door Europa met White Flag. De band nam in 2012 een nieuwe single op getiteld "Happy Yet?!" samen met producer Charel Stoltz.
Begin 2013 verliet Jimmy de band om zich volledig te concentreren op zijn nieuwe muzikale project. Hij werd vervangen door Giordano's jongere broer Dario Bruno die al eerder in enkele bands had gespeeld. Dit jaar speelde Versus You shows met onder andere Strung Out, Black Flag, The Manix en Jimmy Eat World.
Het meest recente studioalbum, getiteld Moving On (Flix Records/G Chord Records/Noiseworks Records) werd uitgegeven op 14 februari 2014. Op 12 mei dat jaar maakte de band bekend een contract te hebben getekend bij het Britse platenlabel Bomber Music. Het album Moving On werd in het Verenigd Koninkrijk uitgebracht op 21 juli 2014. Om het album te promoten tourde de band dat jaar door Duitsland, Oostenrijk en het Verenigd Koninkrijk.
In 2015 werden ze geselecteerd om te spelen op het Nederlandse Eurosonic Noorderslag in Groningen. Een andere tournee door het Verenigd Koninkrijk volgde van 3 tot 11 april 2015. Versus You was een van de eerste bands die geselecteerd werden voor het Sloveense punkfestival Punk Rock Holiday in de zomer van 2015. Tevens in 2015 vierde Versus You zijn tienjarige bestaan met een concert op 18 oktober in de stad Luxemburg, samen met de Luxemburgse instrumentale band The Majestic Unicorns From Hell en het Luxemburgse hiphopduo Freshdax.
Van 2016 tot en met 2018 bracht Versus You enkele singles en ep's uit, waarvan enkele in de vorm van een muziekdownload via Bandcamp.

## Leden
| Huidige leden - Eric Rosenfeld - zang, slaggitaar - Giordano Bruno - basgitaar - Dario Bruno - gitaar, achtergrondzang - Jérôme Lux - drums | Voormalige leden - Jimmy Leen - gitaar, achtergrondzang - Pit Romersa - drums - Mike Lahier - drums - Aloyse Weyler - drums - Jerry Kirpach - drums |

## Discografie
Studioalbums
- Marathon (2006)
- This is the Sinking (2008)
- The Mad Ones (2009)
- Moving On (2014)
- Worn and Loved (2019)

Splitalbums
- Levitate the Listener (2011, met White Flag)
- Rocket to Rushmore (2016, met The Gamits en Killtime)

Singles en ep's
- This War is Like a Drug to You (2010)
- Happy Yet?! (2013)
- You Better (2016)
- Birthday Boys (2017)